# Cleveland (circuit)

Lay-out van het circuit

Het circuit van Cleveland is een racecircuit gelegen op de terreinen van de Cleveland Burke Lakefront Airport aan de oevers van het Eriemeer in de Amerikaanse stad Cleveland. Het heeft een lengte van 3,81 km. Vanaf 1982 werd er jaarlijks een ronde van het Champ Car kampioenschap gereden tot 2007, toen de Champ Car series ophield te bestaan. Recordhouders op het circuit zijn Danny Sullivan, Emerson Fittipaldi en Paul Tracy met elk drie overwinningen. Tracy won eveneens de Indy Lights wedstrijd van 1990 op dit circuit. Belgisch coureur Didier Theys won de allereerste Indy Lights wedstrijd gehouden op het circuit, in 1987.

## Winnaars
Winnaars op het circuit voor een race uit de Champ Car-kalender.
| Jaar | Rijder             |
| ---- | ------------------ |
| 1982 | Bobby Rahal        |
| 1983 | Al Unser Sr.       |
| 1984 | Danny Sullivan     |
| 1985 | Al Unser Jr.       |
| 1986 | Danny Sullivan     |
| 1987 | Emerson Fittipaldi |
| 1988 | Mario Andretti     |
| 1989 | Emerson Fittipaldi |
| 1990 | Danny Sullivan     |
| 1991 | Michael Andretti   |
| 1992 | Emerson Fittipaldi |
| 1993 | Paul Tracy         |
| 1994 | Al Unser Jr.       |
| 1995 | Jacques Villeneuve |
| 1996 | Gil de Ferran      |
| 1997 | Alex Zanardi       |
| 1998 | Alex Zanardi       |
| 1999 | Juan Pablo Montoya |
| 2000 | Roberto Moreno     |
| 2001 | Dario Franchitti   |
| 2002 | Patrick Carpentier |
| 2003 | Sébastien Bourdais |
| 2004 | Sébastien Bourdais |
| 2005 | Paul Tracy         |
| 2006 | A.J. Allmendinger  |
| 2007 | Paul Tracy         |